# ريتشارد هينييكان
ريتشارد هينييكان (بالإنجليزية: Richard Henyekane) (28 سبتمبر 1983 بكيمبرلي في جنوب أفريقيا - 7 أبريل 2015 في جنوب أفريقيا) هو لاعب كرة قدم جنوب أفريقي في مركز الهجوم. شارك مع منتخب جنوب أفريقيا لكرة القدم. أما مع النوادي، فقد لعب مع ماميلودي صن داونز وFree State Stars F.C. ‏ ولمونتفيل غولدن أروز ‏ وتاندا رويال زولو ‏ ونادي هيلانك.

## مسيرته الكروية
لعب ريتشارد هينييكان خلال مسيرته الاحترافية مع 4 أندية في ثلاثة عشر موسمًا وسجل خلالها 47 هدفًا ضمن 199 مباراة. ولم يفز بأي موسم بالكأس وفاز في موسم واحد بالدوري.
خاض ريتشارد هينييكان مسيرته مع نادي هيلانك في موسم 2003–04 لمدة موسم واحد، مشاركًا في 4 مباريات ولم يسجل أي هدف. ثم انتقل إلى لمونتفيل غولدن أروز ‏ في موسم 2004–05 ليلعب معه ستة مواسم، حيث شارك في 119 مباراة سجل خلالها 35 هدفًا. لينتقل بعدها إلى نادي ماميلودي صن داونز في موسم 2010–11 ليلعب معه أربعة مواسم، مشاركًا في 44 مباراة سجل خلالها 5 أهداف. ثم انتقل إلى Free State Stars F.C. ‏ في موسم 2013–14 ولمدة موسمين، مشاركًا في 32 مباراة سجل خلالها 7 أهداف.

## وصلات خارجية
- ريتشارد هينييكان على موقع قاعدة بيانات كرة القدم.إي يو (الإنجليزية)
- ريتشارد هينييكان على موقع ناشيونال فوتبول تيمز (الإنجليزية)
- ريتشارد هينييكان على موقع Soccerway.com (الإنجليزية)